# Colonia di Hegewald

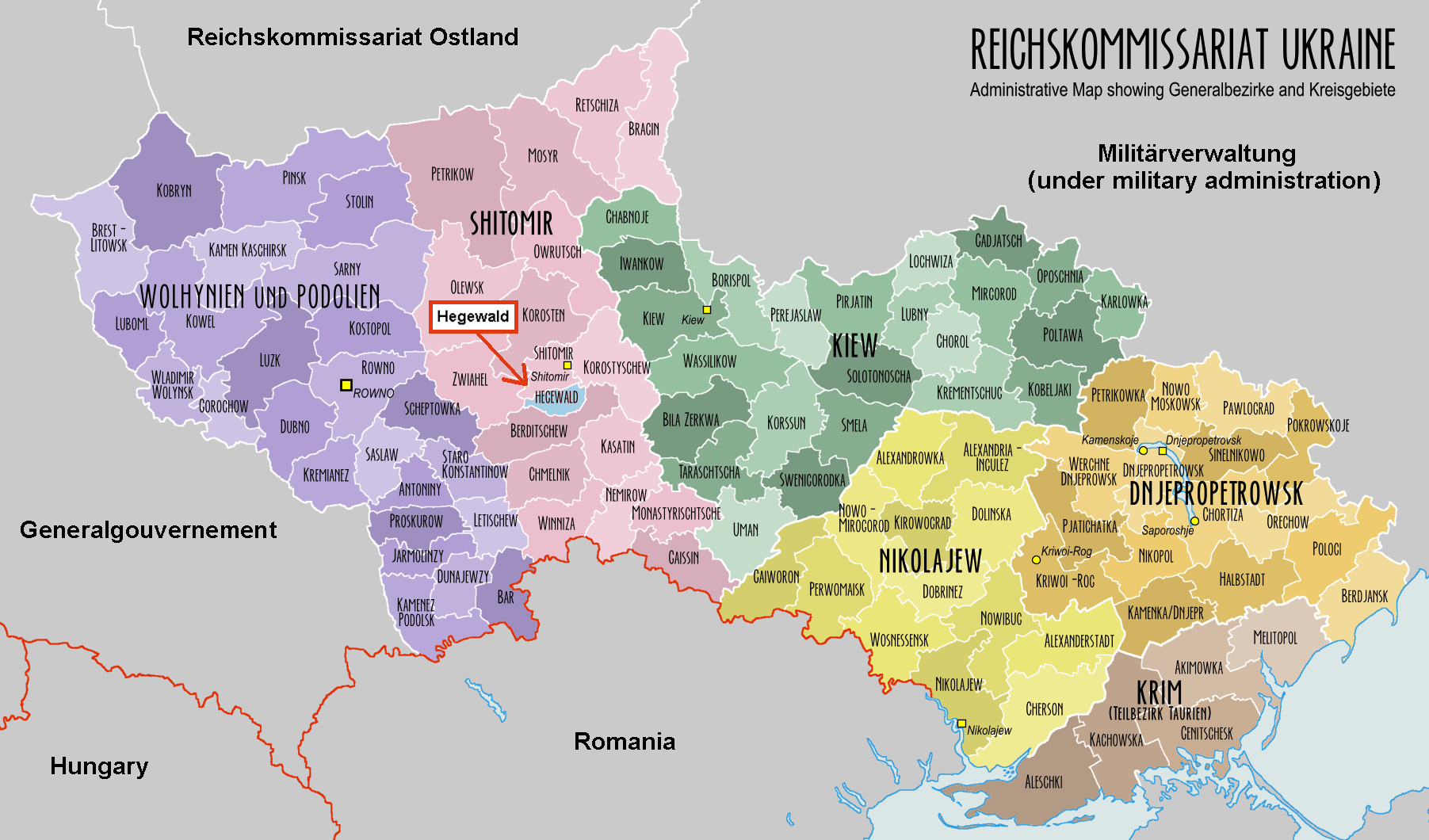
Posizione geografica della colonia di Hegewald, situata direttamente a sud di Žytomyr.

La colonia di Hegewald fu una colonia tedesca esistita brevemente durante la seconda guerra mondiale, situata vicino a Zhytomyr nel Reichskommissariat Ukraine e destinata alla prevista germanizzazione delle terre ucraine. Fu ripopolata tra la fine del 1942 e l'inizio del 1943 da coloni Volksdeutsche trasferiti dai territori occupati di Polonia, Croazia, Bessarabia e Unione Sovietica. I piani per la germanizzazione furono preparati con diversi mesi di anticipo dalle SS, dall'RKFDV e dal VoMi, ma fin da subito si verificarono gravi problemi di approvvigionamento. Himmler voleva inizialmente reclutare i coloni dai paesi scandinavi e dai Paesi Bassi, ma non ebbe successo.

## Storia
Himmler annunciò l'istituzione della colonia Volksdeutsche a Hegewald nel settembre 1942. Il progetto iniziale si rivelò difficile da attuare per una serie di ragioni, in primis la riluttanza e la paura di molti dei Volksdeutsche stessi dovute alle attività partigiane nella zona. Per gestire la colonizzazione, furono stabilite elaborate linee guida da seguire.
I nuovi coloni dovevano utilizzare le case dei contadini ucraini uccisi o sfrattati, inoltre dovevano essere costruite nuove scuole. Ciò richiese un massiccio sforzo per lo spostamento, avvenuto per lo più a piedi, effettuato nell'ottobre 1942. La maggior parte delle abitazioni era in pessime condizioni per gli standard di vita tedeschi, c'era notevole carenza di legname e più in generale mancavano sia il vestiario che scarpe invernali. I coloni ucraini e polacco-tedeschi arrivarono in treno dopo essere stati prelevati con la forza dalle loro dimore, per essere distribuiti tra i lotti di terra e informati delle loro quote: ricevettero l'uso ma non la nuda proprietà della terra loro assegnata. Né gli ucraini deportati né i tedeschi etnici ricevettero più di qualche ora di preavviso per il loro trasferimento.
Nonostante i danni subiti dalle abitazioni, la maggior parte di esse poté essere resa funzionale prima dell'inverno. Vennero realizzate delle recite natalizie volutamente non religiose, per celebrare il "ritorno alla luce" in contrapposizione alle "potenze oscure" che circondavano la Germania, e vennero distribuiti regali e cibo. Non andò tutto come previsto; i preparativi furono vanificati dai frequenti furti e né il cibo né i vestiti arrivarono come promesso. Inoltre, molti ucraini sfrattati rientrarono in zona. Furono compiuti diversi sforzi per mantenere la colonia, anche l'impiego della Lega delle ragazze tedesche e di soldati di scorta per la distribuzione delle maschere antigas, ma nel novembre 1943 gli abitanti fuggirono davanti all'avanzata dell'Armata Rossa. Queste furono le prime evacuazioni di massa dei tedeschi dall'Europa orientale.

## Villaggi
La colonia era rappresentata da 27 villaggi, tutti rinominati in lingua tedesca, situati lungo l'arteria stradale Žytomyr-Berdyčiv. Nel dopoguerra, i villaggi tornarono ai loro nomi originali.